# Сайкс, Брайан
Брайан Клиффорд Сайкс (англ. Bryan Clifford Sykes; 10 сентября 1947 — 10 декабря 2020) — профессор генетики человека в Оксфорде. Известен исследованиями по археогенетике (исследованию древней ДНК) и популяционной генетике, Автор популярных бестселлеров о генетической генеалогии, где высказал ряд смелых гипотез о связи движения этносов с распространением гаплогрупп.
Сайкс исследовал ДНК нескольких мумифицированных находок, в частности, Эци и Человека из Чеддара, а также ДНК лиц, претендовавших на родство с династией Романовых.
Основатель коммерческого предприятия «Оксфордские предки».
За пределами сообщества генетиков Сайкс наиболее известен своими двумя популярными книгами об исследовании истории и предыстории человека посредством изучения ДНК: «Семь дочерей Евы» (2001) и «Кровь островов» (опубликованной в США и Канаде под названием «Саксы, викинги и кельты: генетические корни Британии и Ирландии» (2006). Сайкс и его команда из Оксфордского университета провели анализ ДНК предполагаемых образцов йети и полагают, что образцы могли быть получены от гибридного вида медведя, полученного в результате спаривания бурого медведя и белого медведя.

## «Кровь Островов»
В своей книге, опубликованной в 2006 г. в Великобритании под названием «Кровь островов» (англ. Blood of the Isles), а в США и Канаде — под названием «Саксы, викинги и кельты: генетические корни Британии и Ирландии» (англ. Saxons, Vikings and Celts: The Genetic Roots of Britain and Ireland), почти одновременно со сходной по взглядам книгой Стивена Оппенгеймера «Происхождение британцев» (англ. The Origins of the British), Сайкс исследовал «генетические кланы Британских островов» (субклады Y-хромосомных и митохондриальных гаплогрупп, распространённые на Британских островах), и выдвинул следующие гипотезы:
- Население Британии и Ирландии является автохтонным и генетически прослеживается с эпохи мезолита, особенно по женской линии.
- Кельты континентальной Европы не составили субстрата британцев, несмотря на то, что доанглийским населением Британии раньше считались именно кельты.
- пикты генетически не отличались от прочего населения Британии (по крайней мере, судя по современному населению областей, где ранее обитали пикты).
- англосаксы внесли значительный вклад в генеалогию Англии, однако в целом он составил не более 20 процентов от общего населения, даже на юге Англии — в месте первоначальной высадки англосаксов.
- викинги (даны и норвежцы) также внесли значительный генетический вклад, причём их гены в основном сконцентрированы в центральной, северной и восточной частях Англии — на территориях Датского права раннего Средневековья. Также значительный вклад викингских генов наблюдается на Оркнейских и Шетлендских островах, где он достигает 40 процентов. При этом эта значительная доля касается как мужской, так и женской линий, что говорит о масштабном переселении викингов в эти земли.
- нормандский генетический вклад был исключительно низок, порядка 2 процентов.
- Незначительное количество британцев является потомками древнеримского населения, причём почти все они сконцентрированы на юге Англии.
- несмотря на все перечисленные выше волны миграций (и, соответственно, новых генов), в основной части генетический состав Британии унаследован со времён неолита: это смесь генов мезолитического населения с генами неолитических пришельцев из Иберии, а в более широком плане — из восточного Средиземноморья.
- имеется различие между генетическими историями мужской и женской линий в Британии и Ирландии. Женские линии представляют собой смесь оригинального мезолитического населения и более поздних пришельцев из Иберии, тогда как мужские линии обнаруживают тесную связь с Иберией. Это позволяет предположить, что местное мужское население было вытеснено пришельцами, имеющими более развитую социальную организацию.
- имел место «эффект Чингисхана», когда некоторые мужские линии в древности оказывались более успешными, чем другие, и оставили большое количество современных потомков.

Далее следуют несколько цитат из книги, поясняющие взгляды Сайкса (при этом Сайкс под терминами «кельты» и «пикты» имеет в виду лишь доримское население Британии, но не кельтов Центральной Европы).
Присутствие в большом количестве океанического клана потомков Жасмин (т. е. митохондриальной гаплогруппы J) … позволяет мне предположить, что (в древности) имело место крупномасштабное перемещение населения вдоль атлантического побережья на север из Иберии, которое началось не позднее раннего неолита, а то и ранее. … Само присутствие Жасмин говорит о том, что это было переселение целыми семьями, а не вторжение мужчин более поздних тысячелетий.
Кельты Ирландии и Западных островов, как я могу судить по генетическим данным, не связаны с кельтами, распространившимися на юг и Восток в Италии, Греции и Турции из центра Гальштатской и Латенской культур ... в первом тысячелетии до н. э.… Генетические свидетельства показывают, что значительный процент ирландских кельтов, как по мужской, так и по женской линии, прибыл из Иберии примерно в то самое время, когда на (Британские) острова прибыло земледелие. (…)

Они (пикты) представляют собой потомков той же смеси иберов и мезолитических европейцев, которая образует основу пикто-кельтской субструктуры всех Британских островов.
Сайкс отождествляет с волной переселенцев из Иберии гаплогруппу R1b (которую он называет «клан Ойсина», Oisin clan).

## Сочинения
- Sykes, Bryan (1999), The Human Inheritance: Genes, Language, and Evolution, Oxford University Press, ISBN 0198502745
- Sykes, Bryan (2002), The Seven Daughters of Eve ( (недоступная ссылка) — Scholar search), Corgi, ISBN 0552148768 {{citation}}: Внешняя ссылка в |format= (справка)
  - Семь дочерей Евы / [Пер. с англ. Е. Я. Мигуновой]. — М. : РИПОЛ Классик, 2003. — 301, [2] с. : ил. — ISBN 5-7905-1545-2
- Sykes, Bryan (2003), Adam's Curse: A Future Without Men, Bantam, ISBN 0593050045
- Sykes, Bryan (2006), Blood of the Isles: Exploring the Genetic Roots of Our Tribal History, Bantam, ISBN 0593056523
- Sykes, Bryan (2011), DNA USA: A Genetic Biography of America, W. W. Norton & Company, ISBN 978-0-393-07804-6
- Sykes, Bryan (2015), The Nature of the Beast, Hodder & Stoughton, ISBN 978-1-444-79126-6